# Devraha Baba
Devraha Baba (... – Vrindavan, 19 maggio 1990) è stato un Siddha Yogi indiano.
Viveva su una piattaforma di legno alta dodici piedi accanto al fiume Yamuna, a Mathura, e non portava vestiti: delle travi di bambù nascondevano il suo corpo nudo ai suoi devoti. Scendeva dalla piattaforma solo per fare il bagno nel fiume.
I suoi seguaci sostengono che aveva più di 250 anni quando morì nel 1990 e infatti si diceva che avesse vissuto almeno 400 anni aveva i poteri sulla longevità. Il primo presidente dell'India, Rajendra Prasad, ha dichiarato che suo padre si era seduto ai piedi di Devraha Baba quando era un bambino a metà del XIX secolo, e Devraha Baba era già anziano in quel momento.
Devraha Baba è stato descritto come un "Dio pienamente realizzato, un Maestro" , "un santo senza età di fama leggendaria". Secondo l'immaginario popolare, Devraha Baba non è nato dal grembo di una donna, ma è emerso dalle acque. Devraha Baba non ha mai ingerito cibo. Devraha Baba non ha mai toccato terra. Altri supposti miracoli attribuitogli erano: la sua capacità di rimanere sott'acqua per 30 minuti senza riprendere aria; capire il linguaggio degli animali, ed avere il controllo su quelli selvatici, guarire le persone col suo sguardo o con una sua parola, vedere il futuro.
Oggi, il suo santuario "Samadhi" si trova nella città santa di Vrindavan, vicino al fiume Yamuna.